# Samsung Galaxy Y
Samsung Galaxy Y (GT-S5360) je androidový smartphone vytvořen společností Samsung Electronics. Jeho vývoj byl oznámen 24. srpna 2011 a vydán byl v říjnu stejného roku. Jeho hlavními funkcemi je 3G připojení s rychlostmi do 7,2 Mbit/s a Wi-Fi.

## Specifikace

### Procesor
Samsung Galaxy Young má ARMv6 procesor s frekvencí 832 MHz.

### Paměť
Samsung Galaxy Young má 290MB dostupné RAM.

### Úložiště
Samsung Galaxy Young obsahuje 190MB interního úložíště s možností rozšíření s microSDHC kartou na 32GB.

### Displej
Samsung Galaxy Young má třípalcový (76mm) TFT LCD kapacitní dotykovou obrazovku s rozlišením 240x320 (QVGA) a 133 DPI.

### Kamera
Samsung Galaxy Young má zadní 2 MP kameru s fixovaným zaostřením bez blesku, která může natáčet videa v maximálním rozlišení QVGA. Zařízení nemá přední kameru ani druhý mikrofon na potlačení hluku.

### Připojení
Samsung Galaxy Young podporuje 3G připojení s maximální rychlostí 7,2 Mbit/s, Bluetooth 3.0 a Wi-Fi. Obsahuje 3,5mm jack konektor.

### Software
Samsung Galaxy Young byl vydán s Android 2.3.5 Gingerbread, ale později byla vydána aktualizace na 2.3.6 přes Samsung Kies a Over-the-air. Přes flashování lze Galaxy Y také aktualizovat např. na CyanogenMod (přestože to není podporováno Samsungem). Systém je schopný rozběhnout CyanogenMod 7, 9 a 11, ale není oficiálně podporován, takže se mohou vyskytovat problémy se stabilitou.
Do operačního systému jsou integrovány sociální sítě a multimediální funkce, např. Google Voice Search. Je podporována možnost vzdáleného ovládání s možností zařízení zamknout, sledovat a vymazat z něj všechna data. Obsahuje proprietární uživatelské rozhraní TouchWiz od Samsungu.

## Modely
Existuje sedm variant zařízení: S5360L (Latinská Amerika), S5360B (Brazílie), S5360T, S5363, S5367, S5368, and S5369 (Itálie). Liší se barvou, designem, základním pásmem, úrovní specifické míry absorpce, atd. S5360L podporuje 850 a 1900 MHz UMTS pásma. S5369 je varianta pro italský trh.
S5367 je Galaxy Y TV, který byl vydán v dubnu 2012. Tento model se odlišuje digitálním televizním přijímačem, zahrnutou 2 GB MicroSD kartou, podporou pro vícedotykové ovládání a 3,15 MP kamerou.
S6102 je Galaxy Y Duos, což je zařízení s podporou pro dual SIM, Li-ion baterií s kapacitou 1300 mAh, pamětí s velikostí 384 MB a kamerou s rozlišením 3.2 MP. Tlačítko hlavní obrazovky bylo dvakrát zmenšeno. Velikost obrazovky se zvýšila na 3,14 palců. S6102 bylo vydáno 22. prosince 2011.